# Jernail Hayes
Jernail Hayes (née le 8 juillet 1988) est une athlète américaine, spécialiste du 400 mètres.

## Biographie
Elle remporte la médaille d'argent du relais 4 × 400 mètres lors des Championnats du monde en salle 2012, à Istanbul, aux côtés de ses compatriotes Leslie Cole, Natasha Hastings, et Sanya Richards-Ross, s'inclinant finalement face à l'équipe du Royaume-Uni.

### Palmarès
| Date | Compétition                    | Lieu     | Résultat | Épreuve   |
| ---- | ------------------------------ | -------- | -------- | --------- |
| 2012 | Championnats du monde en salle | Istanbul | 2e       | 4 × 400 m |

### Records
| Épreuve | Épreuve      | Performance | Lieu         | Date         |
| ------- | ------------ | ----------- | ------------ | ------------ |
| 400 m   | En plein air | 52 s 97     | Durham       | 8 mai 2011   |
| 400 m   | En salle     | 52 s 66     | Fayetteville | 13 mars 2010 |